# Riemenfische
Riemenfische (Regalecidae) sind große, schlangenförmige pelagische Knochenfische, die auch als Bandfische bezeichnet werden.
Obwohl sie in allen tropischen und gemäßigten Ozeanen vorkommen, werden sie nur selten gesichtet. Die Familie der Riemenfische umfasst drei bekannte Arten. Eine Art, Regalecus glesne, erreicht eine Länge von bis zu 8 Metern und gilt als längster lebender Knochenfisch.

## Merkmale

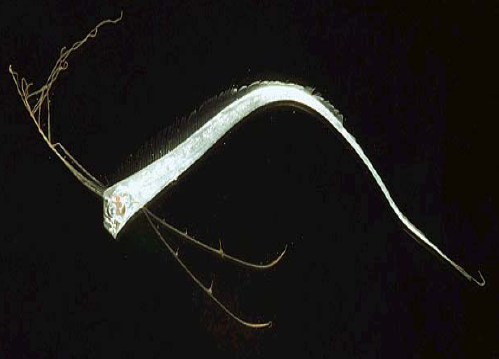
Regalecus glesne, Jungfisch

Riemenfische haben einen seitlich zusammengedrückten bandförmigen Körper ohne Schuppen. Ihre Rückenflosse beginnt direkt über den Augen und reicht fast bis zur Schwanzspitze. Die ersten Strahlen der Rückenflosse sind stark verlängert und leuchtend rot gefärbt. Insgesamt wird die Rückenflosse von 260 bis 412 Flossenstrahlen gestützt. Auch das kleine Auge ist rot. Die Bauchflossen bestehen nur aus einem einzigen, stark verlängerten Flossenstrahlpaar. Es sitzt weit vorn unterhalb der Brustflossen. Afterflosse und Schwanzflosse fehlen, ebenso eine Schwimmblase. Die Fische haben 143 bis 170 Wirbel. Ihr Maul ist zahnlos. Wahrscheinlich ernähren sie sich von Plankton. Agrostichthys parkeri hat acht bis zehn Kiemenreusendornen im Rachenraum, Regalecus glesne 40 bis 58. Mit ihnen filtern sie ihre Nahrung aus dem Wasser.

## Systematik

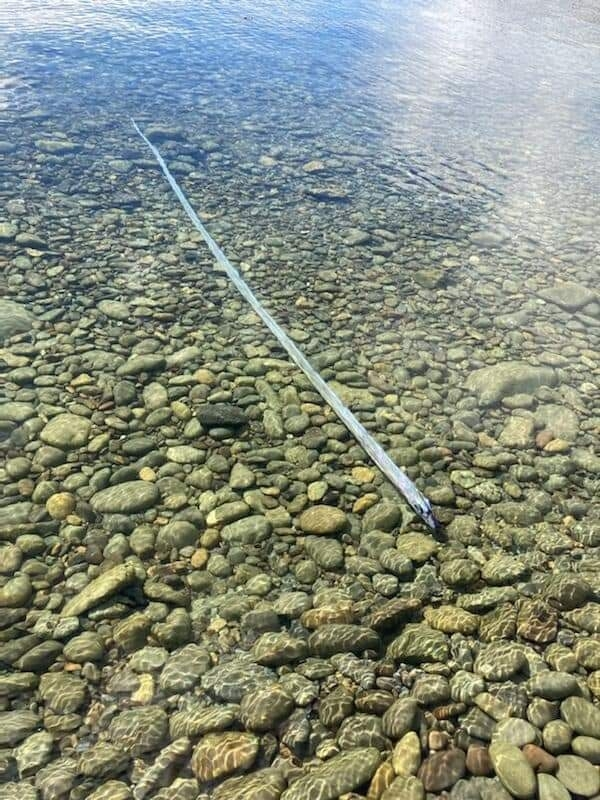
Ein lebender Agrostichthys parkeri in Küstennähe

Die Riemenfische werden in zwei Gattungen mit insgesamt drei Spezies unterteilt:
- Gattung Agrostichthys (Phillipps, 1924)
  - Agrostichthys parkeri (Benham, 1904)
- Gattung Regalecus (Ascanius, 1772)
  - Regalecus glesne  (Ascanius, 1772)
  - Regalecus russelii (Cuvier, 1816)

## Sichtungen und Aufnahmen
Sichtungen und Aufnahmen von lebenden Riemenfischen sind sehr selten, da ihr Lebensraum die Tiefsee ist und sie gewöhnlich nur dann auftauchen, wenn sie verletzt oder erkrankt sind. So sollen nach Angaben der Scripps Institution of Oceanography seit 1901 nur 20 Fälle bekannt sein, in denen Riemenfische in Kalifornien angespült wurden (Stand 2024).
Im Jahr 2008 gelang es einem Team um Professor Mark Benfield von der Louisiana State University (Baton Rouge) erstmals, ein Individuum mit Hilfe eines ferngesteuerten Tauchbootes im Golf von Mexiko zu filmen. Im Juli 2022 wurde ein rund fünf Meter langes Exemplar vor der Küste von Chile von Fischern gefangen. Im Juni 2023 gelang Tauchern vor der Küste Taiwans das Filmen eines lebenden Riemenfischs. Im September 2024 wurde ein Exemplar von australischen Anglern gefangen. Im August und November 2024 wurden zwei Riemenfische von knapp drei Metern respektive 3,73 Meter Länge an der Küste Kaliforniens, nahe Encinitas, angeschwemmt. Eine weitere Sichtung eines Exemplars am Ufersaum des Playa El Quemado in Baja California Sur, Mexiko, wurde am 20. Februar 2025 gemeldet. Einen Totfund gab es Anfang Juni 2025 an der Westküste Tasmaniens.

## Geschichten
Aufgrund ihrer Gestalt sind Riemenfische Gegenstand verschiedener Erzählungen. So sollen Berichte von Seefahrern über Seeschlangen auf die Sichtung von Riemenfischen zurückgehen.